# 蛇龜

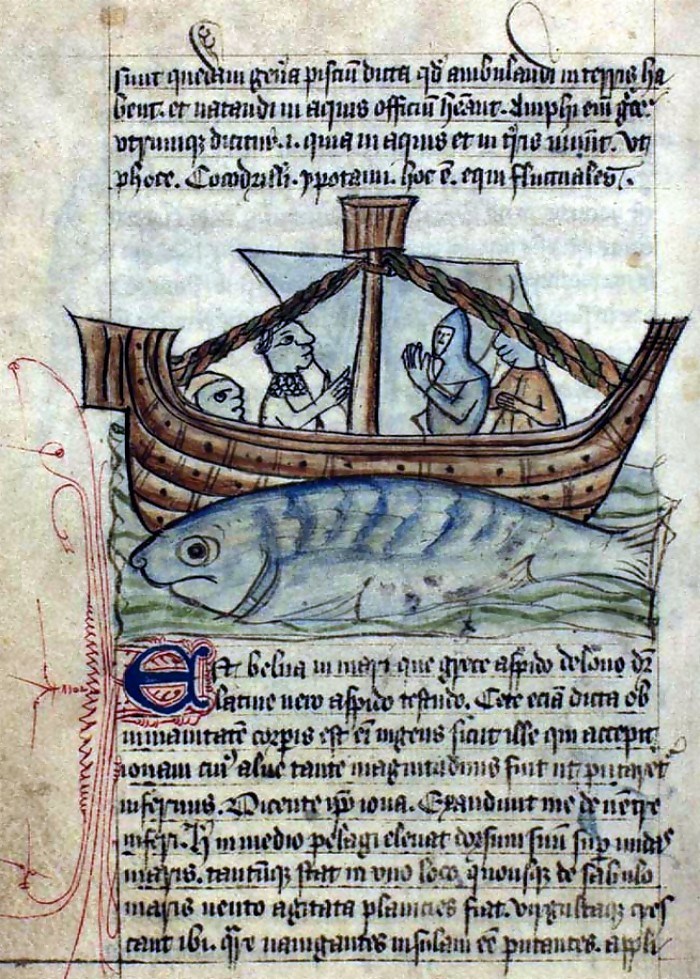
蛇龜

蛇龜（英語 : Aspidochelon）是流傳在中世紀歐洲的類似鯨魚的海怪。 Aspidochelon是希臘語的（「蛇」+ 「龜」）的複合字。

## 概要
外形是巨大的海龜或魚，背上生苔，像浮島一樣的移動。蛇龜會浮在海的中央，水手因誤認而登陸，然後再沉入海中使水手溺死。另一說，蛇龜會散發香氣，引誘水手登陸，最後再吞食水手。。

## 脚注
1. ↑  Rose, Carol: Giants, Monsters, and Dragons: An Encyclopedia of Folklore, Legend, and Myth (Norton, 2001; ISBN 0-393-32211-4)
2. ↑  J. R. R. Tolkien, The Letters of J.R.R. Tolkien, no. 255; Humphrey Carpenter and Christopher Tolkien, eds. (Allen & Unwin, 1981; ISBN 0-261-10265-6)

## 關連項目
- 克拉肯
- 帝龜

## 外部連結
- David Badke, The Medieval Bestiary : Whale (Aspidochelone) （页面存档备份，存于）